# U-Bahnhof Parlamentsplatz
Parlamentsplatz ist ein Bahnhof der U-Bahn Frankfurt. Er liegt auf der C-Strecke und wird von der Linie U7 bedient. Der Bahnhof liegt im Stadtteil Ostend unter dem namensgebenden Platz. Die Station wurde am 30. Mai 1992 eröffnet.

## Lage
Der Bahnhof Parlamentsplatz liegt auf der U7 zwischen den Stationen Habsburgerallee und Eissporthalle. Er ist vom Stadtzentrum aus betrachtet der zweite Bahnhof der sogenannten Ostendlinie.
In unmittelbarer Nähe befindet sich der Ostpark.

## Bauweise

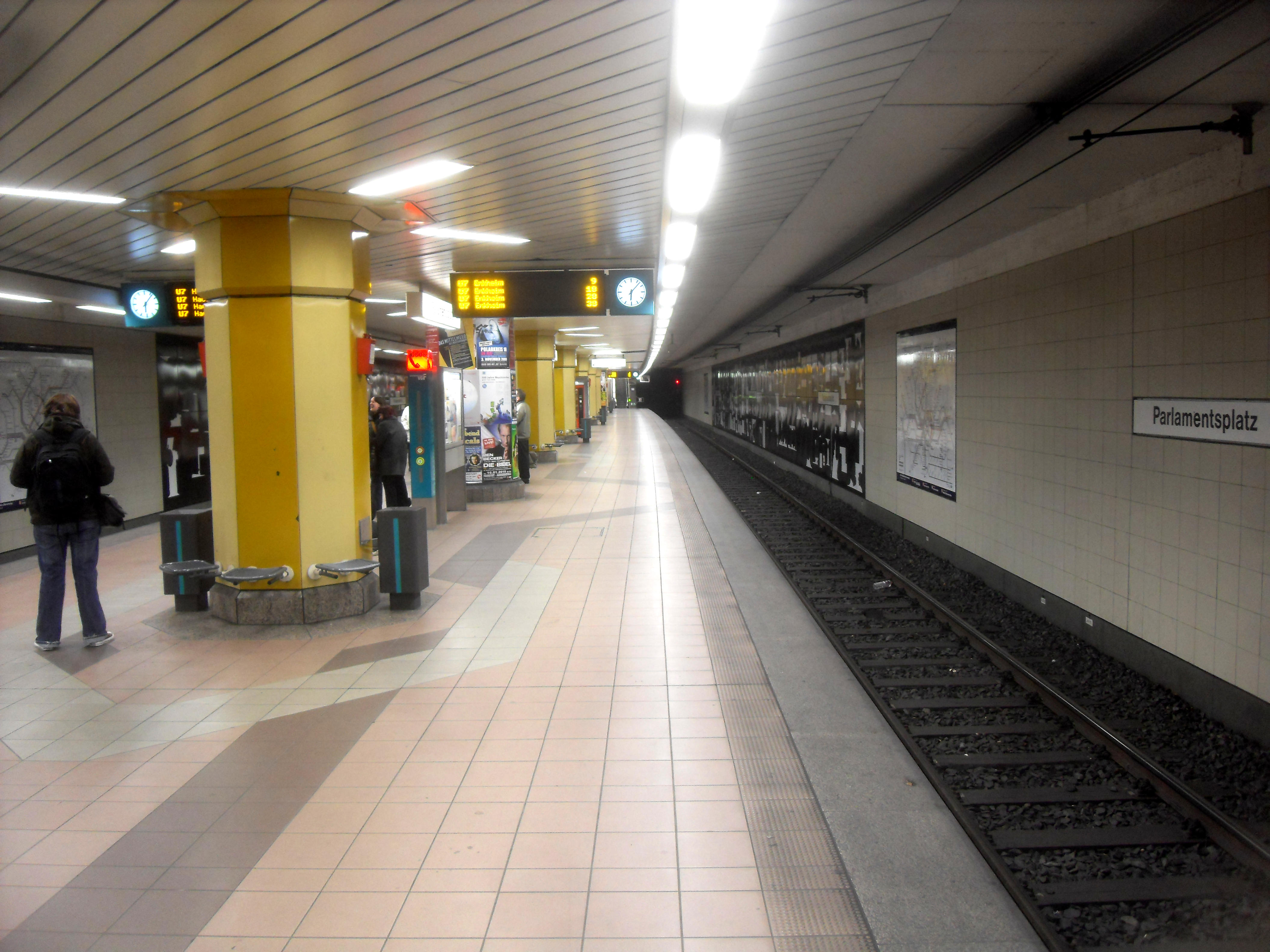
Bahnsteig des U-Bahnhofs Parlamentsplatz

Wie bereits auf dem ersten Bauabschnitt der C-Strecke wurde der U-Bahnhof Parlamentsplatz in einer offenen, abgedeckten Baugrube, die Streckentunnel jedoch in geschlossener, bergmännischer Bauweise errichtet. Der Bahnhof wurde aus Kostengründen nicht von externen Architekten, sondern vom Stadtbahnbauamt selbst gestaltet, was architektonisch gesehen zu weniger spektakulären Ergebnissen als im ersten Bauabschnitt führte.
An den Säulen der Station hängen gelbe Metallplatten. Die Wand ist beige gefliest, zusätzlich gibt es ein breites schwarz-weißes Bild mit einem Scherenschnitt. Auf den Emaille-Platten zeigt der Künstler Udo Koch Motive aus dem Alltag der Werbegrafik in zumeist schematischer Abbildung. Aus dem Kontext gerissen werden Gegenstände wie Waschmaschinen, Lampen oder Staubsauger vergrößert dargestellt und scheinbar durcheinandergewürfelt. Die FAZ bezeichnete es als „ein grandioses Schatten-Theater“.

## Betrieb

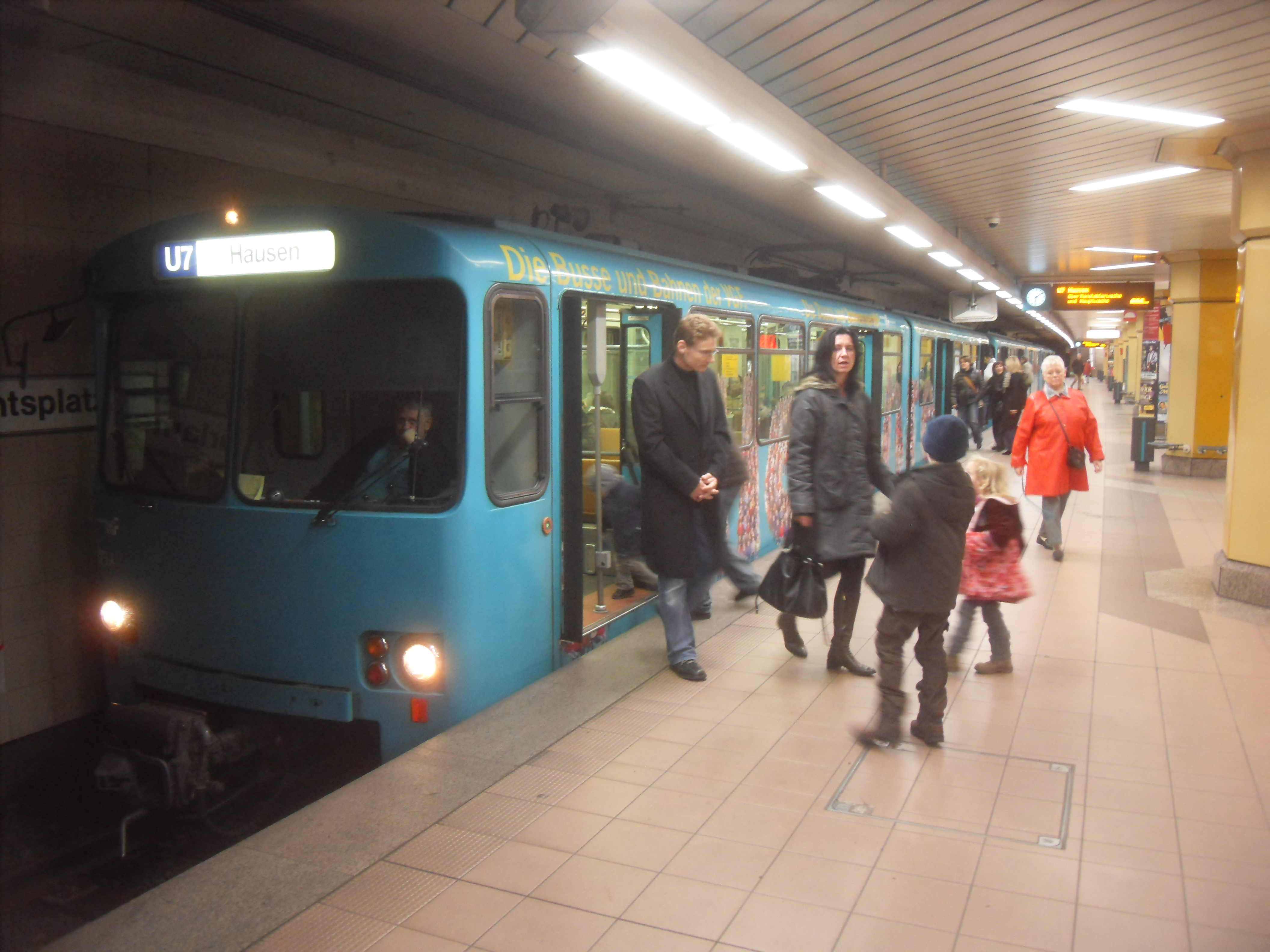
U2-Triebwagen im U-Bahnhof Parlamentsplatz auf dem Weg nach Hausen

Der U-Bahnhof Parlamentsplatz wird von der Linie U7 bedient.
| Linie | Verlauf | Takt                 |
| ----- | --- | -------------------- |
| S7    | Praunheim Heerstraße – Friedhof Westhausen – Stephan-Heise-Straße – Hausener Weg – Fischstein – Industriehof – Kirchplatz – Leipziger Straße – Bockenheimer Warte – Westend – Alte Oper – Hauptwache – Konstablerwache – Zoo – Habsburgerallee – Parlamentsplatz – Eissporthalle/Festplatz – Johanna-Tesch-Platz – Schäfflestraße – Gwinnerstraße – Kruppstraße – Hessen-Center – Enkheim | 10 min 7/8 min (HVZ) |